# Eerste musiceervak
Het eerste musiceervak behelst de lessen op het instrument van een student die docent muziek (Bachelor of Music in Education) wil worden, ofwel schoolmuziek studeert. Het vak omvat lessen van een hoofdvakdocent die specialist is in het bespelen van het betrokken instrument, zodat de student dat op een goed niveau leert bespelen. De opleiding wordt gegeven op een conservatorium.
Het eerste musiceervak betreft meestal een instrument uit de klassieke muziek of jazz, maar kan in overleg ook een ander instrument naar keuze zijn. De mogelijkheden hiertoe verschillen per conservatorium.
Voor het studeren aan een conservatorium moet een toelatingsexamen worden afgelegd door het spelen van een kort examen op het gekozen instrument, almede een theoretische test worden afgelegd, waarbij wordt gekeken naar de muzikaliteit en ervaring van de aspirant-student. Na gemiddeld 3 tot 5 jaar wordt het vak afgesloten met een praktisch examen, meestal in de vorm van een recital.
Naast het eerste musiceervak leren sommige studenten, als bijvak, ook andere instrumenten te bespelen, zoals de piano, de gitaar of drums. Ook krijgt de student zangles, leert dirigeren en ensemblespel, en volgt de student diverse theoretische lessen in onder andere muziekgeschiedenis, solfège, harmonieleer, analyse en methodiek.